# Марк Ефеський
Марк Ефеський (в миру Мануїл Євгенік, грец. Μανουήλ Ευγενικός; 1392 — 23 червня 1444) — єпископ Константинопольської православної церкви, митрополит Ефеський, православний богослов, учасник Ферраро-Флорентійського собору, який не прийняв Флорентійську унію.

## Життєпис

### Юність і чернецтво
Марк народився у Константинополі, його батько був дияконом і сакеларієм при храмі святої Софії, мати була дочкою лікаря. Про походження Марка в своєму Синаксарі пише його молодший брат Іоанн Євгенік:

Батьки ж його були Георгій, диякон і Сакеларій Великої Церкви, — в ті часи великий град подвійно був багатий, маючи його також і наставником в Церкві Христовій, до якого приходило багато молодих людей, — і Марія, якогось поважного і боголюбивого лікаря дочка. Рід же обох абсолютно виглядав у всьому благородством, поєднаним з благочестям до Бога і чеснотою прикрашеним.

Марк отримав домашню освіту, вивчав риторику і математику. У 13 років він втратив батька і продовжив навчання у двох знаменитих професорів того часу: вивчав риторику у Івана Хортасмена, а філософію у Георгія Геміста Плетона. У ранньому віці Марк зайняв посаду батька при храмі Святої Софії, а в 24 роки отримав звання «Вотарія Риторів». З юності Марк мав схильність до богослов'я і аскетичного життя. У надгробному слові Геннадій Схоларій пише про свого вчителя:
Я можу сказати про праведність покійного отця нашого, що будучи ще юнаком і перш ніж він умертвив свою плоть заради Христа, він був уже був праведнішим за монахів-пустельників, і що, відкинувши від себе все мирське для Христа і прийняв ярмо послуху Богові

Будучи духовним сином Константинопольського патріарха Євфимія, Марк став наближений до імператорського двору і привернув увагу імператора Мануїла II, який зробив його своїм радником. У 1418 році Марк залишає Константинополь і приймає чернечий постриг в обителі на острові Антигон. Незабаром, побоюючись турецького завоювання, ченці покинули обитель, і Марк повертається до Константинополя і поселяється в Манганській обителі, де, за словами Івана Євгеніка: «віддав самого себе крайній праці і посту й спанню на землі і стоянні всенічному, і особливо тоді, коли залишився один, часто додаючи: „нічим так не угодити Богові, як перенесенням кривди“…».

### Ферраро-Флорентійський собор

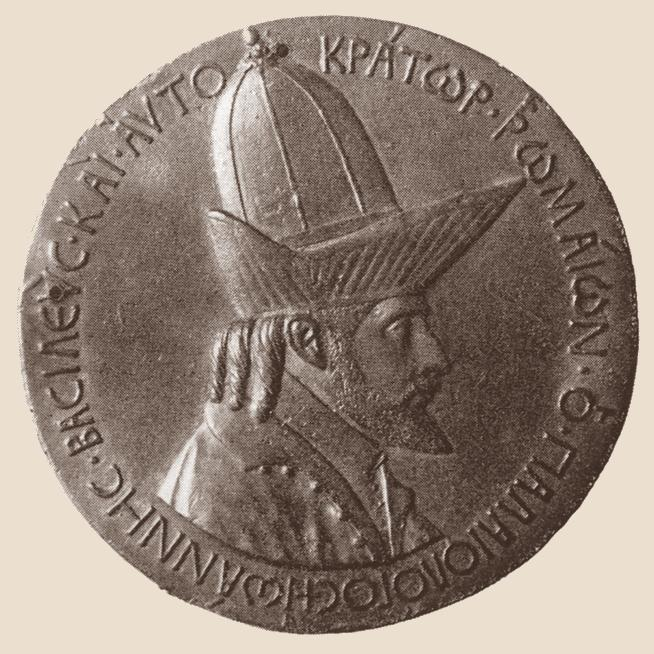
Імператор Іоанн VIII Палеолог

Імператор Іоанн VIII, який змінив Мануїла, також високо цінував Марка, про що свідчить ряд творів святителів, написаних на прохання імператора дати відповіді на питання богословсько-філософського характеру. У 1437 році з волі імператора Марк стає митрополитом Ефеським і 24 листопада разом з ним та патріархом у складі делегації православних єпископів вирушиває на церковний собор з католиками в Феррару, який тривав два роки і отримав назву Ферраро-Флорентійський собор. На думку дослідників, зведення Марка в архієрейське достоїнство було зроблено для того, щоб він не як простий чернець, а як високопоставлений церковний ієрарх представляв Візантію на соборі. Це підтверджується також тим, що до повернення Марка з Італії нічого не відомо про його справи з управління єпархією.
Грецька делегація 4 березня 1438 року прибула в Ферарру і 9 квітня відбулося відкриття Собору. Було прийнято рішення створити комісію з вивчення догматичних розбіжностей між двома Церквами та виробленні умов укладення унії. Від православної частини комісії тільки Марк Ефеський і Віссаріон Нікейський були уповноважені публічно виступати в дискусіях з католиками. Про положення Марка на Флорентійському соборі пише великий ритор Мануїл: «Цар… взяв з собою (в Італії) і згаданого блаженного Марка, якого вже там, коли відбувся Собор, пристойно поставив своїм екзархом…».

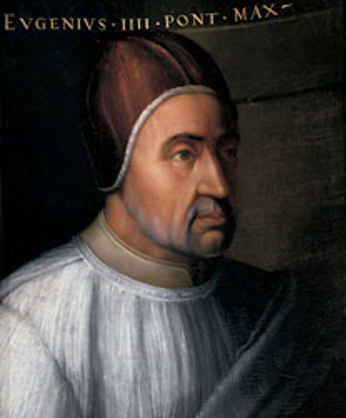
Папа Євгеній IV

На початку роботи Собору Марк був позитивно налаштований щодо питання прийняття унії. Про це свідчить його звернення до папи Євгеній IV:
Святіший Отець, прийми дітей твоїх, які здалеку зі Сходу приходять: обійми їх, які колись були поділені протягом довгого часу; полікуй збентежених. Всякі терни і причини спотикання, що загрожують справі миру, повели прибрати з середовища; скажи і сам твоїм ангелам, як наслідувач Бога: «  Шлях створите людям Моїм, і каміння, які на шляху, розкидайте» (Іс. 62:10).

За час роботи комісії Марк написав ряд богословських праць: «Десять аргументів проти існування чистилища», «Сума висловів про Святого Духа», «Глави проти латинян», «Визнання віри» і «Про момент перетво́рення». За цей час він відійшов від ідеї прийняття унії, знайшовши вчення Західної церкви таким, що суперечить догматам Вселенських соборів (зокрема питання про Філіокве). У своєму творі «Про Флорентійський собор» Марк писав:
… одні слова змінювалися іншими, і розмова народжувала розмову, як це в їхньому звичаї є; і чимось великим їх істина не довела свою силу, хоча вони багато вилили чорнила заради себе і багатослів'ям прикривали її … я ж, з тих пір відмежувавшись від них, пішов в самого себе, для того, щоб невпинно узгоджуючи зі святими моїми Отцями і Вчителями, всім зробити відомий мій погляд через це моє писання, щоб (кожному) бажаючому було б можливо зважити: … я не прийняв укладену Унію.

Собор Санта-Марія-дель-Фьоре де в 1439 році була підписана флорентійська унія

Незважаючи на це, в ході Собору православні ієрархи, ознайомившись із вченням Римської церкви, під тиском імператора і патріарха прийшли до висновку, що воно ґрунтується на Святому Письмі і Священному Переданні. Після деяких коливань всі вони, крім митрополита Марка, визнали нововведення Римської церкви правомірними, але з застереженням, що Східні церкви не стануть вводити їх у себе. 6 липня 1439 року грецька делегація, включаючи імператора, підписали резолюцію собору буллу «Laetentur coeli».
Марк став єдиним з числа грецьких ієрархів, хто не визнав флорентійську унію. У своєму «Окружному Посланні проти греколатинян і постанов Флорентійського Собору» він писав: «Отже, братіє, біжіть від них і від спілкування з ними; бо вони — „брехливі апостоли, робітники нечестиві, які показують з себе Апостолів Христових“…».
Коли папі Євгенію IV з торжеством представили Акт унії, підписаний грецькими представниками, він запитав: «А чи підписав Марк?» і дізнавшись про те, що підписи Марка немає, з гіркотою вигукнув: «Отже, ми нічого не зробили!»

### Останні роки життя
1 лютого 1440 року грецька делегація повернулася до Константинополя. За словами історика Дуки, їх зустріч була безрадісною і на питання «перемогли ми?» вони відповіли: «ми Продали віру нашу, проміняли благочестя на безбожність; змінивши Святим Дарам, стали азиматами-опресночниками». Константинопольський патріарх Йосиф II помер у 1439 році у Флоренції, і за повернення імператора до Константинополя місце предстоятеля було запропоновано Марку, але він відмовився прийняти патріаршу гідність. Патріархом був обраний Митрофан II, був прибічником унії. Візантолог Р. А. Острогорский пише: «Рішення, прийняті на Соборі у Флоренції, не мали ніякого значення. Візантійський народ був проти постанов Феррари та Флоренції з пристрасним фанатизмом, і в той час як всі умовляння прихильників Унії ігнорувалися, полум'яні проповіді Марка Євгеніка скрізь знаходили захоплений відгук». Навколо Марка згуртувалася численна партія не визнали унію, багато з підписали буллу єпископів взяли свої підписи назад. Негативне думку Марка про унію було підтримано монастирями, мали великий духовний вплив на православне населення. Недовго пробувши в Константинополі, Марк 15 травня 1440 року їде в свою митрополію в Ефес. Звідти він направляє численні послання проти унії, які налаштували проти нього імператора Мануїла. Також святитель почав відновлювати церковне життя міста, яке перебуває під владою турків. Життя в Ефесі для Марка не було спокійним, і він вирішив покинути місто. У своєму листі до ієромонаха Феофана від 16 червня 1441 року писав:

…там я не знайшов ніякого заспокоєння і тяжко перехворів, і бідував від нечестивих і піддавався напастям з тієї причини, що я не мав мандата від влади, я пішов звідти з наміром вирушити на Святу Гору.

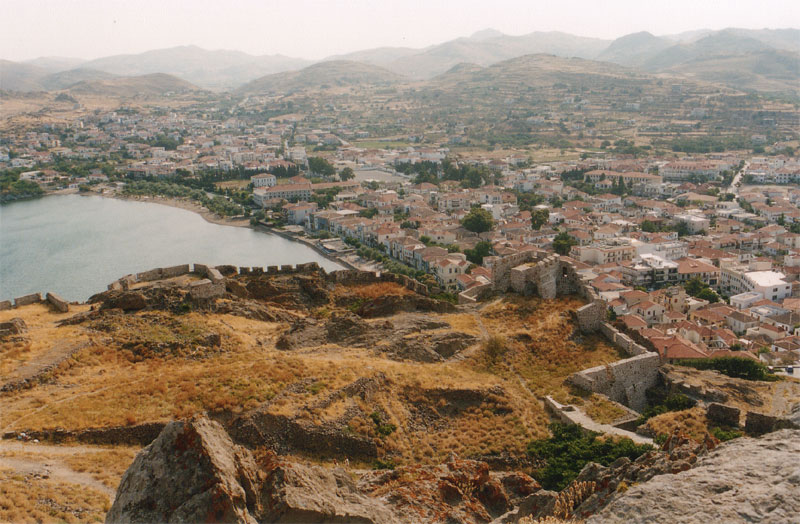
Острів Лемнос, де Марк провів в ув'язненні два роки

Згідно синаксарю Івана Євгеніка, коли корабель, на якому плив Марк, пристав до острова Лемносу, митрополит був заарештований за вказівкою імператора і заточений в місцеву фортецю Мундрос, в якій провів два роки. У цей період не перестав вести листування, в якій раніше різко критикував унію і закликав віруючих триматися православ'я.
В серпні (або жовтні) 1442 року Марк був звільнений з фортеці і повернувся в Константинополь, де продовжив свою боротьбу з унією. Григорій III Мамма, який був в останні роки життя Марка константинопольським патріархом, дотримувався унії і був противником Марка. Незважаючи на це, за свідченням великого Мануїла ритора, «…він подъявши багато праці і з ошуканих там знову обративши, в тому числі і самого приснопам'ятного царя…». Про зміну поглядів імператора пише і сам Марк: «Імператор… відкрито говорить, що кається у вчиненому і покладає провину на тих, хто підкорився і підписав Унію».
Помер Марк 23 червня 1444 року у Константинополі. За свідченням Івана Євгеніка, смерті передувала 14-денна агонія:
Прохворів він 14 днів, причому сама хвороба, як він сам говорив, впливала на нього так як залізні знаряддя тортур, які застосовувалися катами по відношенню до святих мучеників, і які як би оперізували ребра і нутрощі, стискали їх і залишалися прикріпленими в такому стані і спричиняли нестерпний біль.

Вмираючи, Марк звернувся до присутніх з напутнім словом, записаним Георгієм Схоларієм, в якому він навіть в момент смерті проявляє себе як непримиренний борець з унією. У цьому ж слові Марк напучує майбутнього патріарха Геннадія Схоларія стати замість нього борцем за віру. Святитель був похований в Манганскій обителі в Константинополі.

## Богословська спадщина
Богословська спадщина Марка Ефеського складається з праць, написаних ним в ході роботи на Ферраро-Флорентійському соборі, і наступних послань, що пояснюють його неприйняття унії. У своїх працях як член соборної комісії Марк викладає свій аналіз католицького богослов'я у співвідношенні з православним. Марк Ефеський вказував, що в Католицькій церкві ряд догматів (напр., Філиокве, чистилище) є такими, що суперечать Святому Письму і Переданню .
За відгуками сучасників Марк був блискучим оратором, але тексти його проповідей не збереглися. Відомі його спроби написання автобіографії («Виклад про те, яким чином він прийняв архієрейське достоїнство, і роз'яснення про собор, який відбувся у Флоренції», «Послання до ієромонаха Феофана на Евбейскому острові»). Праці Марка Ефесского включені до 160-й тому Patrologia Graeca.

## Шанування і канонізація
У 1734 при Константинопольському патріархові Серафимі I був канонізований визначенням Священного Синоду Константинопольської Православної Церкви:
Священний Марк, іменований Євгенік, колишній предстоятель і пастир і архієрей Ефеської Церкви, загальновизнано є святим в нашій Христової Східної Церкви і приймається і шанується безсумнівно як священний отець Церкви. Наша Свята Христова Східна Церква священного цього Марка Ефеськогого, Євгеніка, і знає і шанує і радісно приймає святого цього мужа і богоносного і преподобного і полум'яного ревнителя Благочестя і наших Священних Догматів і правої думки, поборника Православ'я і звитяжного захисника й наслідувача та співревнителя священних богословів і воєвод Церкви, які раніше у давні часи ратували.
Його ім'я було остаточно включене у святці інших помісних православних церков наприкінці XX століття.
У жовтні 2012 канонізований Російською православною старообрядницькою церквою на освяченому соборі.